# Весна (картина Войцеха Вейса)
«Весна» (пол. Wiosna) — картина польского художника Войцеха Вейса, написанная в 1898 году. Картина находится в Национальном музее в Варшаве.

## Описание
На картине изображен голый мальчик с румянцем на лице. В руке он держит ветки. Он изображен на фоне поля, которое покрыто прорастающими растениями. На заднем плане картины можно увидеть обнаженного юношу, преследующего обнаженную девушку, что можно интерпретировать как отсылку к греческой мифологии (Аполлон и Дафна). Эротизм, составляющий особенность живописного представления, был типичным мотивом, на который ссылались в искусстве рубежа 19-20 веков.

## Мотив
Художники Польши видели в наступлении весны мощный, чувственный потенциал и часто в творчестве обращались к этому времени года. Данная картина изображает весну в виде аллегории, когда у порога расцвета, весны своей жизни, изображается молодой человек.
К теме торжествующей весны Вейс обращается в картине «Маки» (1902—1903).